# Fiscalité du patrimoine
 (septembre 2016).
Améliorez-le ou discutez des points à vérifier. 
La fiscalité du patrimoine (ou fiscalité du capital) désigne l'ensemble des impôts et taxes portant sur le patrimoine des personnes physiques ou des personnes morales.

## Impôts prélevés directement sur le patrimoine ou des opérations de patrimoine
Les impôts sur le capital et sur le patrimoine, sont de deux sortes : 
- ceux frappant la détention du capital, prélevés année par année (en France, Impôt sur la fortune immobilière, taxe foncière...)  :
- ceux frappant la transmission du capital ou un changement de propriétaire notamment les droits d'enregistrement, de succession ou de donation, l'imposition des plus-values, prélevés à l'occasion de cette opération.

Ces divers impôts sont calculés à partir de l'importance du patrimoine transmis ou détenu (ce qui suppose pour la plupart de ces impôts d'en estimer la valeur)
Les revenus du patrimoine (intérêts, loyers, dividendes, royalties) font en revanche partie de l'assiette de l'impôt sur les revenus.

## Incidence sur le patrimoine
- L'impôt sur la fortune immobilière (IFI) constitue un prélèvement (0,8 % au-delà d'un seuil, en première tranche) effectué chaque année.
- Les droits de succession constituent un prélèvement au-delà d'un autre seuil, de pourcentage plus important, mais n'arrivant qu'une fois par génération.

Le législateur dispose donc d'un paramètre d'ajustement pour réaliser une combinaison de ces deux impôts. Avant la création de l'ISF (ou de son ancêtre l'IGF), 100 % de l'impôt sur le capital procédait de la deuxième taxation. Celle-ci est maintenant répartie sur deux assiettes, ce qui a permis un triplement en 2007 (de 50 000  à 150 000 euros du seuil d'exemption de droits de succession, ramené depuis à 100000 € par personne en ligne directe
Ce type d'impôt est présenté par le législateur comme outil de redistribution des richesses, évitant au pays de se retrouver dans une situation de blocage due à une augmentation des inégalités (en effet, la possession d'un patrimoine important permet par exemple d'emprunter à de meilleurs taux compte tenu d'un risque moindre pour la banque qui effectue le prêt). C'est l'argument dit de justice sociale, conçu comme un moyen de lutter contre le « cercle d'accumulation » (le possesseur de capital grâce à son capital capte du capital qui vient s'ajouter a son capital et lui permet de capter toujours plus de capital).
L'abolition il y a deux siècles en France du droit d'aînesse donne toutefois déjà au patrimoine une tendance naturelle à se disperser au fil des générations, sans compter les possibles revers de fortune. Si quelques familles ont conservé et fait fructifier des patrimoines sur plusieurs siècles (Brissac, De Wendel...), un nombre sensiblement comparable d'autres sont de constitution récente (Dassault, Arnault, Mulliez...), et d'autres encore ont décliné (Cognacq-Jay, Boussac, Lip...).
Depuis cent ans le nombre de gros patrimoines à globalement diminué en France, à la suite des crises financières des années 1914-1945 et à l'évolution de la fiscalité[réf. nécessaire]. Cependant la part des revenus du capital par rapport à ceux du travail est restée relativement constante durant le XXe siècle. On a donc assisté non pas à une diminution mais à une déconcentration des patrimoines. Cette mutation a entrainé l'essor du capitalisme financier au détriment du capitalisme industriel[réf. nécessaire]. Les gens ne possédant plus un patrimoine suffisant pour que la gestion directe de leur capital soit rentable[réf. nécessaire]. Les instruments financiers permettent de dématérialiser la propriété pour pouvoir en confier la gestion à des professionnels et mutualiser les frais.

## Incidence économique
Sur le plan économique, la fiscalité du patrimoine, dans les pays où elle est considérée excessive, peut faire craindre une fuite des capitaux. Cette fuite s'observe en effet sur les liquidités. Les propriétaires fonciers, fussent-ils modestes, ne peuvent cependant s'en affranchir.